# Havinck (roman)
Havinck is de eerste gepubliceerde roman van de Nederlandse schrijfster Marja Brouwers uit 1984. Het verhaal draait om het ongelukkige liefdesleven van enkele van de hoofdpersonen en een huwelijk dat uiteindelijk uitmondt in een zelfmoord.

## Inhoud
Het verhaal speelt in Amsterdam. Lydia, de vrouw van de succesvolle advocaat Robert Havinck, is omgekomen bij een auto-ongeluk en net gecremeerd. Hun huwelijk was al jarenlang slecht en beiden hadden ze buitenechtelijke relaties. De dag voor Lydia's dood hebben ze nog een stevige ruzie gehad. Havinck verkeerde in de veronderstelling dat zijn vrouw het niet erg vond dat hij er vriendinnen op na hield. Een van Havincks vriendinnen, Maud, vindt de manier waarop Lydia is omgekomen maar vreemd en denkt dat er opzet in het spel is. Kort voor Lydia's dood was haar verhouding met een collega geëindigd.
In de loop van het verhaal blijkt dat Havinck al snel na de geboorte van hun dochter Eva seksclubs is gaan bezoeken, omdat seks met Lydia niet meer lukte; Lydia had al twee miskramen gehad en na de geboorte van Eva is haar lichaam verder afgetakeld. Met Eva gaat het intussen niet goed; ze doet het slecht op school en is onverwacht van huis weg. Dan blijkt dat Eva een afscheidsbriefje van haar moeder heeft gevonden. Eva is diepbedroefd omdat zijzelf in dat briefje helemaal niet genoemd wordt
Havinck besluit nu dat hij met Maud wil gaan samenwonen, maar als hij bij zijn vriend Rafael is voor een tentoonstelling vertelt die hem dat Maud inmiddels ook een andere relatie heeft.

## Achtergronden
De roman is blijkens een aantekening in het voorjaar van 1983 voltooid. Brouwers had hiervoor al een aantal dingen geschreven, maar vond het niet goed genoeg voor publicatie.
Het advocatenkantoor in het verhaal, Noordwal en Bork (genoemd naar twee collega's van Havinck) is gebaseerd op een kantoor waar Brouwers zelf een tijdlang werkte.
Het motto van de roman is een passage uit het gedicht The Hollow Men van T.S. Eliot.

## Bewerkingen
In 1987 is het verhaal verfilmd door Frans Weisz. De verhaallijn is hier enigszins aangepast; zo heeft Havinck hier twee dochters, de andere heet ook Lydia.